# Lira italiana
A lira (em italiano lira, no plural lire) foi a moeda da Itália entre 1861 e 2002. Foi também a moeda do Reino da Itália, Estado napoleônico que existiu entre 1805 e 1814, a partir de 1807 até o seu fim.
O termo se originou do latim libra, que indicava o peso de uma determinada quantidade de prata de alta pureza, e é um cognato direto da moeda homônima britânica, a libra esterlina (sterling pound); em certos países, como em Chipre e em Malta, as palavras lira e pound eram usadas como sinônimos (ao menos até que o euro fosse adotado em 2008 nos dois países). O símbolo "L", grafado em manuscrito estilizado e com dois traços cruzando-o horizontalmente ("₤"), era usado como o símbolo. Dividia-se em 100 centesimi (singular: centesimo).

## História
A lira data do tempo de Carlos Magno. Como a libra esterlina, ela representava originalmente o peso de uma libra de prata, e equivalia a 10 soldi ou 240 denari (denários). Mesmo bem antes da unificação da Itália, muitos dos Estados italianos a usavam como sua moeda.

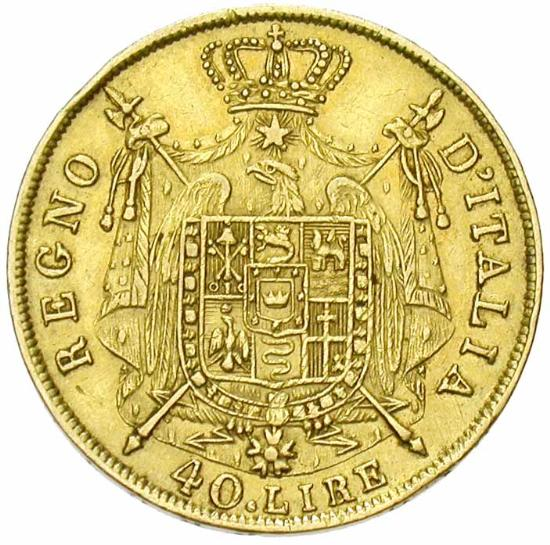
Moeda de quarenta liras do reino napoleônico da Itália.

Em 1807, o Reino da Itália, implementado por Napoleão (e que ocupava toda a parte norte da Itália atual) introduziu a lira como sua moeda. De valor igual ao franco francês, foi dividido em 20 soldi ou 100 centesimi. A moeda circulou até 1814, quando o reino foi dividido em Estados menores.
Até a criação do Reino de Itália, sob a liderança de Vítor Manuel II, em 1861, uma lira unificada foi estabelecida, com um valor estipulado em 4,5 gramas de prata ou 290,322 miligramas de ouro; era uma continuação direta da lira sarda. Entre outras moedas que foram substituídas pela lira italiana estava o florim da Lombardia-Venécia, a piastra das Duas Sicílias, o fiorino toscano, o escudo dos Estados Papais e a lira parmesã. Em 1865, a Itália passou a fazer parte da União Monetária Latina, no qual a lira teve o seu valor igualado ao francos francês, belga e suíço.
A Primeira Guerra Mundial rompeu a união, e resultou num aumento de preços por toda a Itália. A inflação foi relativamente controlada por Benito Mussolini, que, em 18 de agosto de 1926 declarou que a taxa de câmbio entre a lira e a libra esterlina seria fixada em £1 = 90 liras — a chamada Quota 90 - embora a taxa real de câmbio tenha sido mais próxima a 140-150 liras por libra. Em 1927, a lira foi atrelada ao dólar americano, a uma taxa de 1 dólar = 19 liras. Esta taxa durou até 1934, seguida pela implementação de uma taxa separada para "turismo", de US$1 = 24,89 liras, em 1936. Em 1939, a taxa "oficial" era de 19,8 liras.
Após as invasões aliadas da Itália, a taxa de câmbio foi fixa em US$1 = 120 liras (1 libra esterlina = 480 lire) em junho de 1943, e reduzida para 100 liras no mês seguinte. Nas áreas ocupadas pelos alemães, a taxa de câmbio era de 1 Reichsmark = 10 liras. Após a guerra, o valor da lira oscilou, antes que a Itália atrelasse a moeda a um valor fixo de US$1 = 575 liras, dentro do Sistema de Bretton Woods, no início da década de 1970. Diversos episódios de alta inflação se seguiram, até que a lira fosse substituída pelo euro.
Foi a moeda oficial da Itália até 1 de janeiro e 1999, quando o euro tomou o seu lugar (embora as moedas e notas de euro só tenham entrado em circulação em 2002). A lira deixou de ser uma moeda de curso legal em 28 de fevereiro de 2002 com taxa de conversão de 1,936.27 liras para cada euro.
Todas as notas de lira em uso imediatamente depois da introdução do euro, assim como todas as moedas pós-Segunda Guerra Mundial, puderam ser trocadas por euros em quaisquer agências do Banco da Itália até 29 de fevereiro de 2002.

## Moedas

### Moedas napoleônicas
O reino napoleônico da Itália cunhou moedas entre 1807 e 1813, nos valores de um e três centesimi e um soldo, em cobre, dez centesimi numa liga com 20% de prata, 5, 10 e 15 soli e 1, 2 e 5 liras numa liga com 90% de prata, e 20 e 40 liras em 90% de ouro. Todas, com a exceção dos 10 centésimos, tinham um retrato de Napoleão, com os valores abaixo de uma lira mostrando também uma coroa e, nos valores mais altos, um escudo representando os diversos territórios que formavam o reino.

### Reino da Itália (1861-1946)

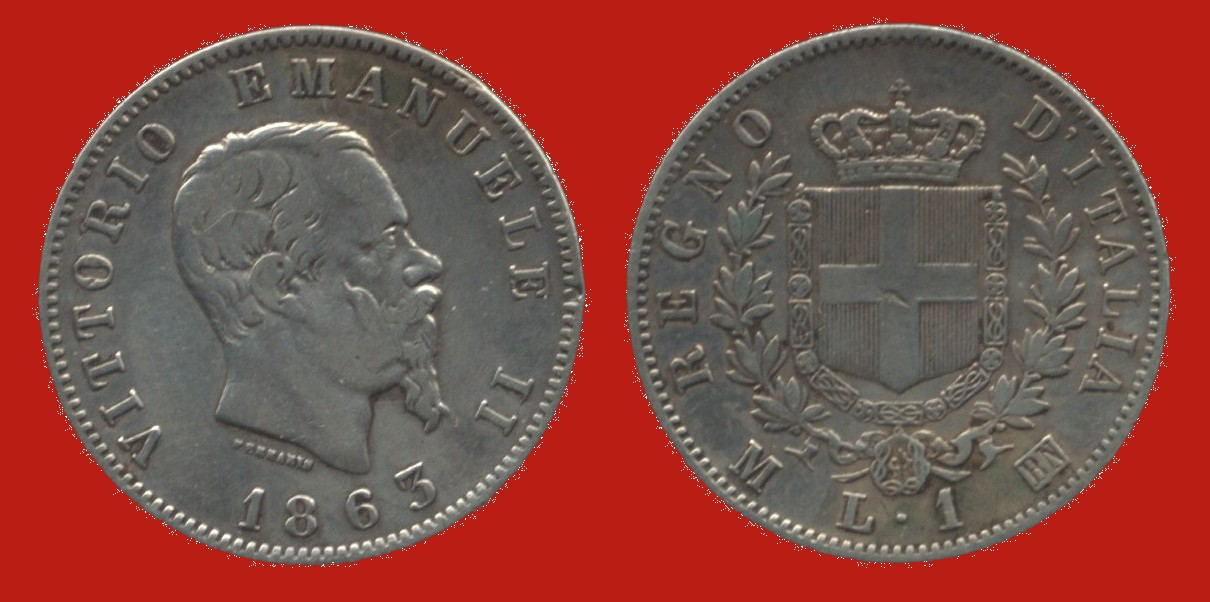
Moeda de uma lira italiana de 1863; à esquerda, o rei Vítor Manuel II, e à direita o brasão da Casa de Saboia.

Em 1861, moedas eram cunhadas em Florença, Milão, Nápoles e Turim, nos valores de 1, 2, 5, 10 e 50 centesimi, 1, 2, 5, 10 e 20 liras, com as quatro menos valiosas em cobre, as duas mais valiosas em ouro, e as restantes em prata. Em 1863, as moedas de prata com valor menos que cinco liras foram desvalorizadas, passando a ter 83,5% de prata, e moedas de 20 centesimi foram introduzidas. A cunhagem passou a ser feita em Roma a partir da década de 1870.
Além da introdução, em 1894 e em 1902 de moedas de 20 e 25 centesimi de cobre e níquel, a maior parte das moedas permaneceu inalterada até o começo da Primeira Guerra Mundial.
Em 1919, com a produção de todos os tipos anteriores de moedas (com a exceção do níquel de 20 centésimos) interrompida, moedas menores, de 5 e 10 (cobre) e de 50 (níquel) centesimi passaram a ser produzidas, seguidas por peças de uma e duas liras, em 1922 e 1923, respectivamente. Em 1926, as moedas de prata de 5 e 10 liras foram introduzidas, iguais em tamanho e composição às moedas de 1 e 2 liras anteriores. Moedas de 20 liras de prata foram adicionadas em 1927.
Em 1936, a última cunhagem significante de moedas de prata foi feita, enquanto, em 1939, as medidas para reduzir o custo da cunhagem levou à substituição do cobre pelo bronze-alumínio e do níquel pelo aço inoxidável. Toda a cunhagem, no entanto, foi interrompida em 1943, com a Segunda Guerra Mundial.

### República, 1946-2002

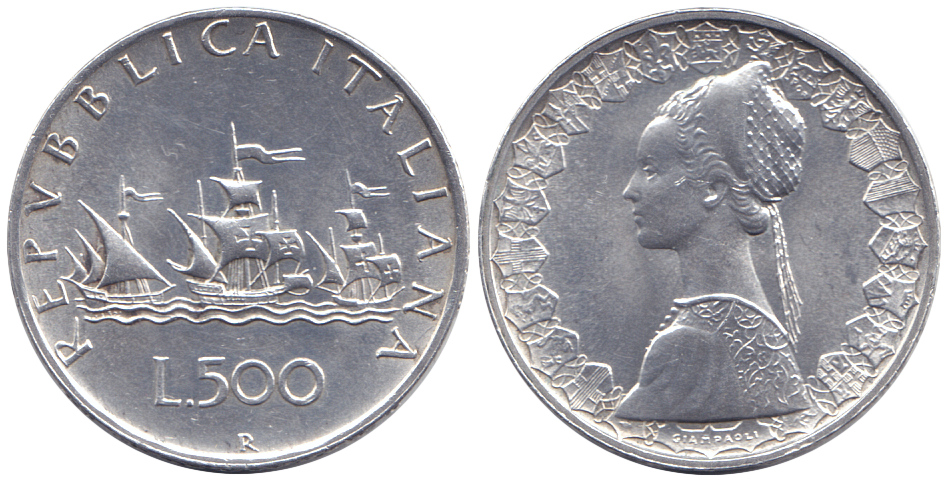
Moeda italiana de 500 liras, 1960. Silver 835.

Em 1946, a produção de moedas foi retomada, embora somente dois anos mais tarde o número de moedas cunhadas tenha ultrapassado 1 milhão. Quatro valores foram feitos inicialmente, em alumínio: 1, 2, 5 e 10 liras. Em 1951 o tamanho destas moedas foi reduzido, e, em 1954-1955, moedas de 50 e 100 liras feitas de acmonital (aço inoxidável) foram introduzidas, seguidas por moedas de 20 liras, de alumínio, em 1957 e de 500 liras, de prata, em 1958. O aumento no preço da prata fez com que as moedas de 500 liras passassem a ser produzidas apenas em números reduzidos a partir de 1967.
Em 1977, moedas de 200 liras feitas de alumínio-bronze foram introduzidas, seguidas, em 1982, pela moeda de 500 liras, bimetálica. Foi a primeira moeda bimetálica a ser colocada em circulação, cunhada através de um sistema patenteado pelo Istituto Poligrafico e Zecca dello Stato (IPZS). Foi também a primeira a apresentar o seu valor escrito em braille.
A produção de moedas de 1 e 2 liras para a circulação foi interrompida em 1959. Sua cunhagem foi reiniciada de 1982 até 2001 apenas para a circulação entre colecionadores. A produção da moeda de 5 liras foi reduzida drasticamente no final da década de 1970, e saiu de circulação em 1998. De maneira análoga, em 1991 a produção das moedas de 10 e 20 liras foi limitada; o tamanho das moedas de 50 e 100 foi reduzida em 1990, porém aumentada consideravelmente três anos mais tarde. Uma moeda bimetálica de 1.000 liras foi introduzida em 1997, saindo de circulação no ano seguinte.
As moedas que ainda estavam sendo cunhadas para efeito de circulação na época da mudança para o euro eram: (em 2000 e 2001 apenas moedas de liras para colecionadores foram feitas):
- 50 liras (2,58 centimos de euro)
- 100 liras (5,16 cent.)
- 200 liras (10,33 cent.)
- 500 liras (25,82 cent.)
- 1,000 liras (51,65 cent.)

## Notas

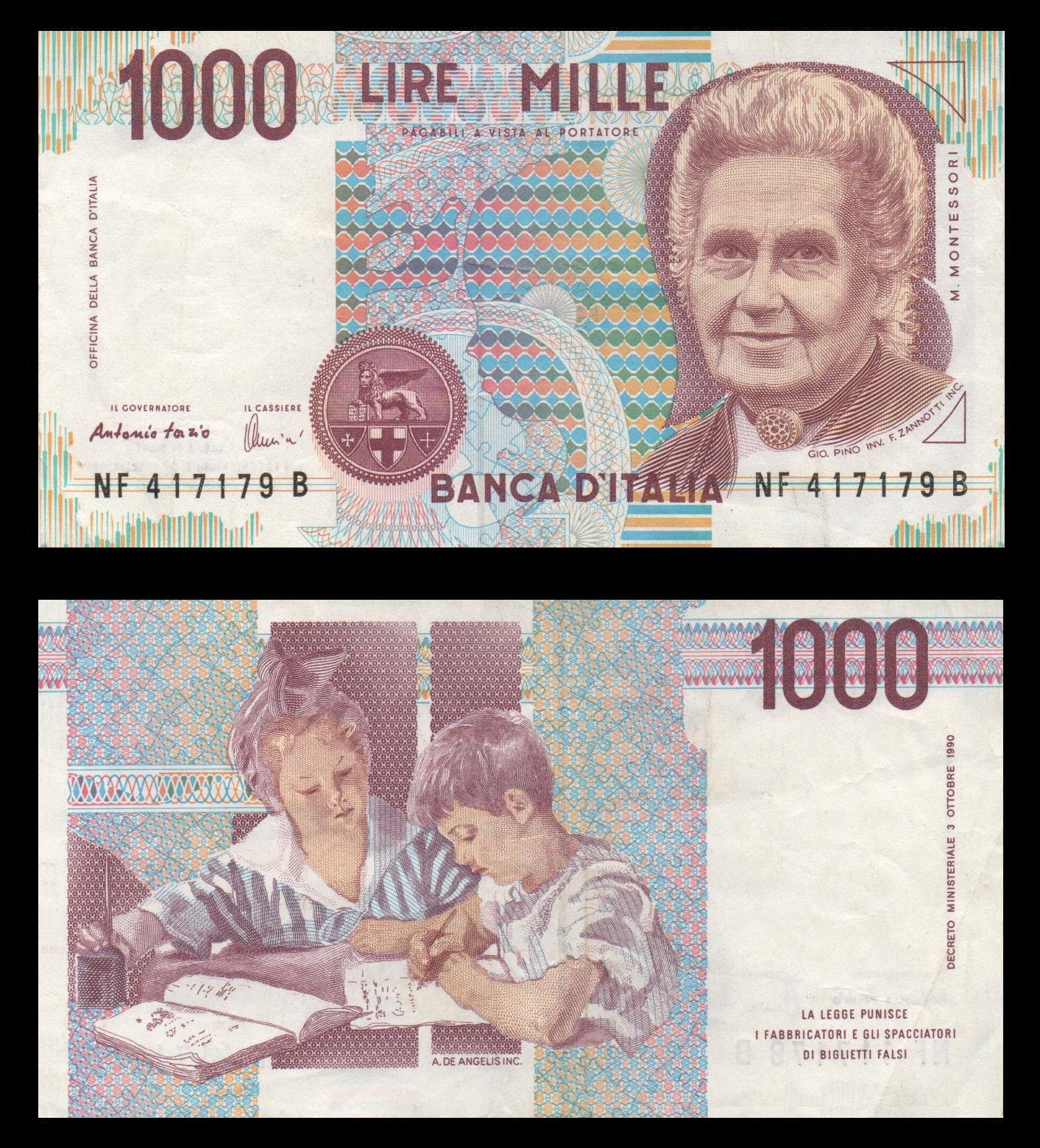
1.000 liras - frente e verso
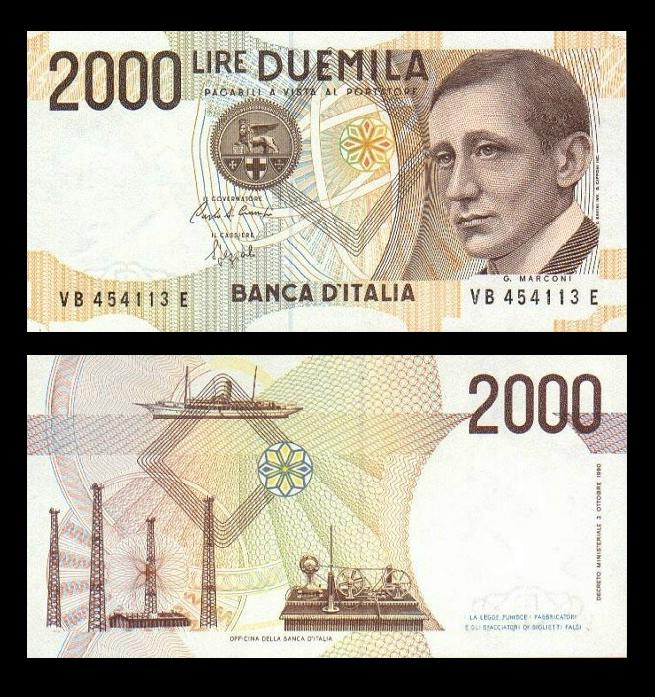
2.000 liras - frente e verso
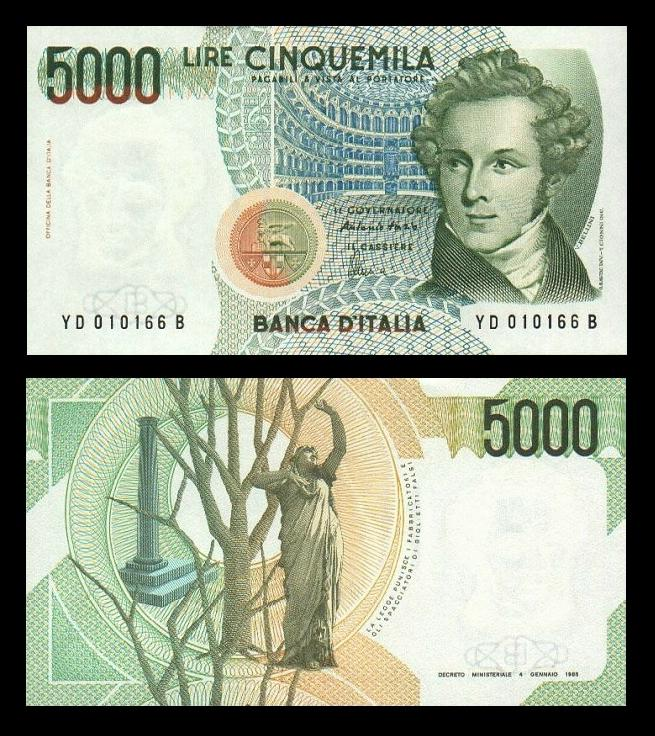
5.000 liras - frente e verso
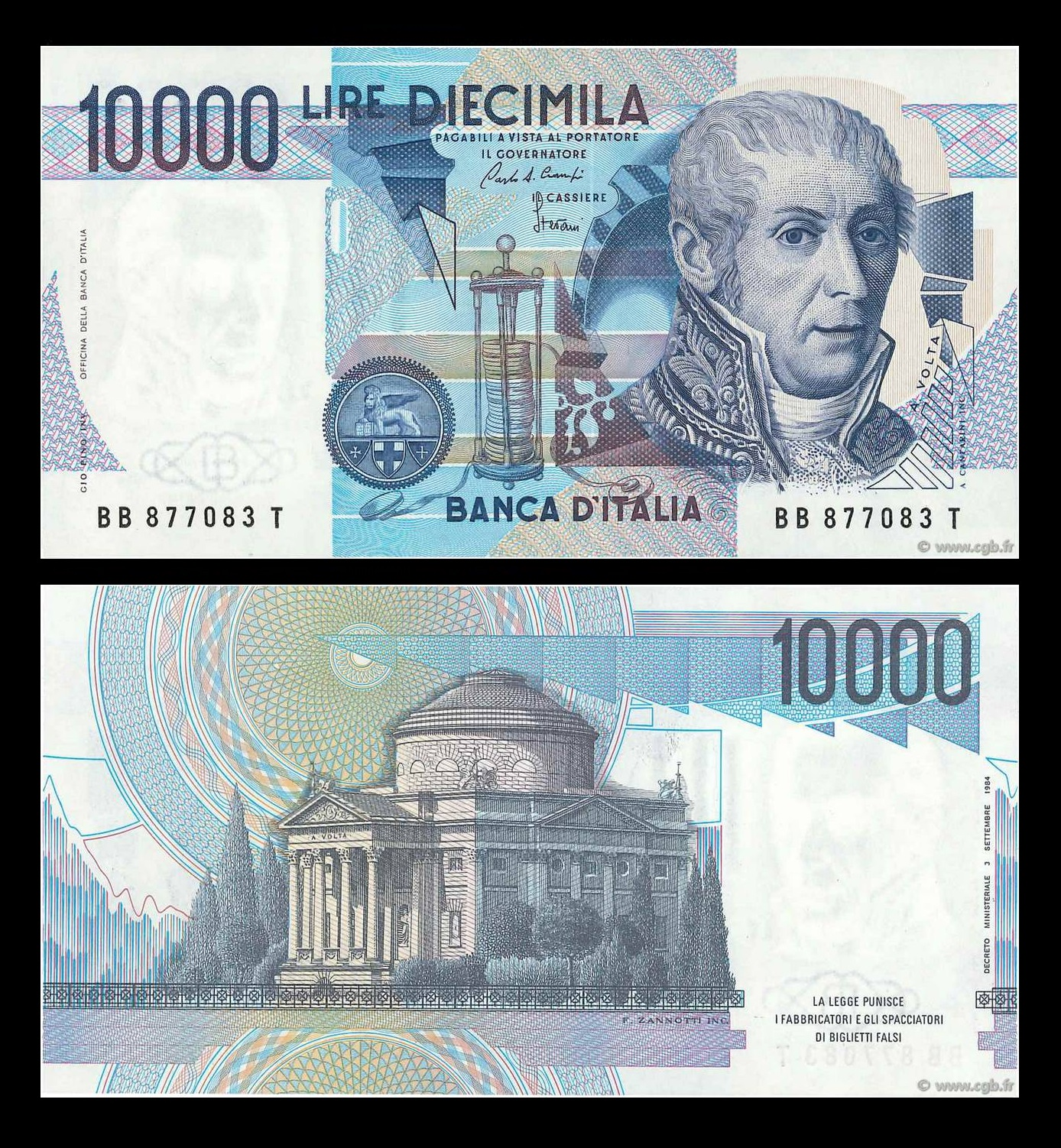
10.000 liras - frente e verso
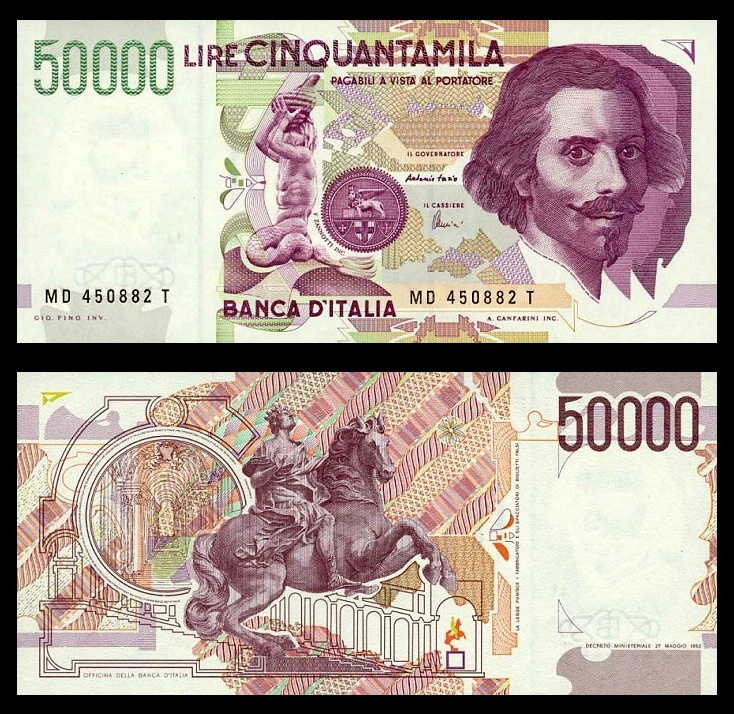
50.000 liras - frente e verso
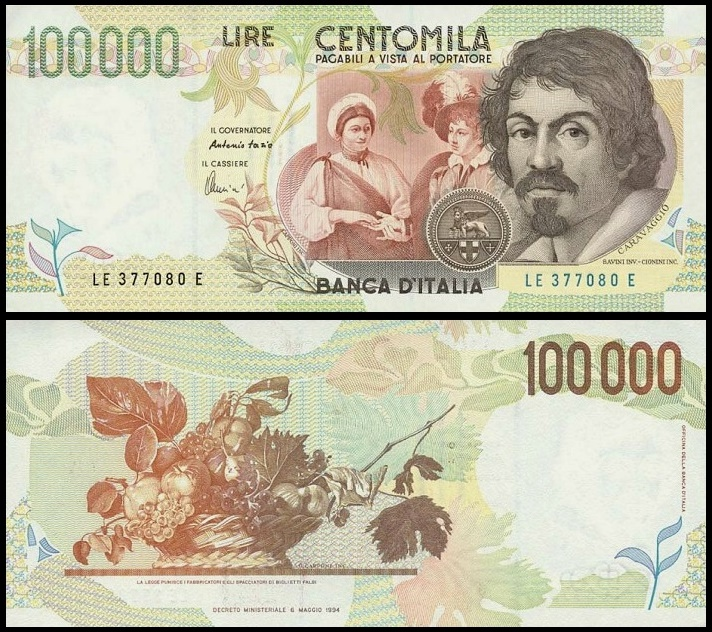
100.000 liras - frente e verso
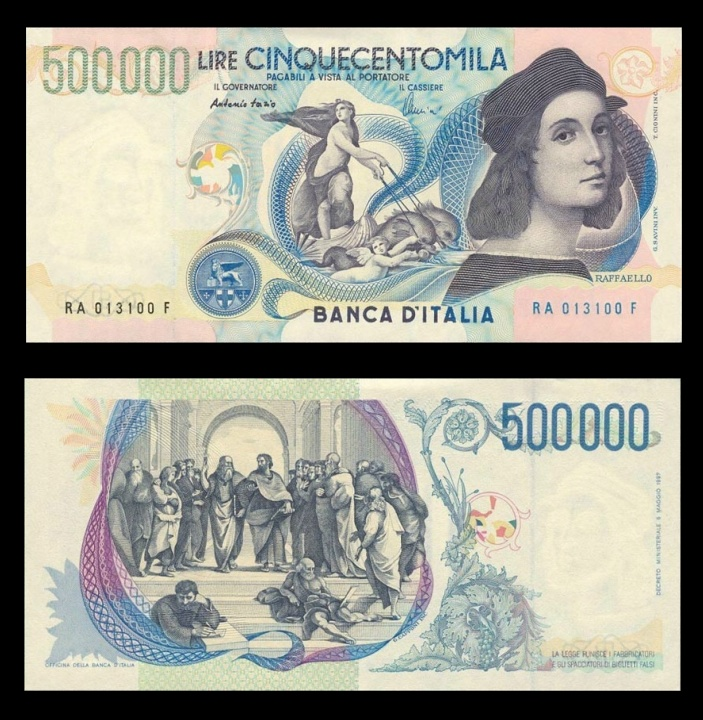
500.000 liras - frente e verso